# 로렌소 세라 페레르
로렌소 세라 페레르(스페인어: Lorenzo Serra Ferrer loˈɾenθo ˈsera ˈfereɾ[*], 1953년 3월 5일, 발레아레스 제도 사 포블라 ~), 혹은 료렌스 세라 페레(카탈루냐어: Llorenç Serra Ferrer)는 스페인의 전 축구 감독이다.
그는 주로 마요르카와 베티스를 맡은 것으로 잘 알려져 있는데, 전자의 구단 소속으로는 다양한 보직을 맡았었다.

## 선수 경력
세라 페레르는 발레아레스 제도 마요르카 섬 사 포블라 출신으로, 당시 4부 리그에 속해 있던 인근 아마추어 구단인 포블렌세에서 3년을 활약했으나, 불과 23세가 되는 해에 은퇴를 선언했다.

## 감독 경력

### 초기 경력
라 사예의 유소년 감독을 맡던 세라 페레르는 1980년에 현역으로 활동했던 단 하나의 구단 감독으로 취임했다. 두 차례 전국 대회 우승을 거둔 후, 소속 구단은 2년차에 사상 첫 3부 리그 승격을 이뤄냈다.

### 마요르카
1983년, 세라 페레르는 또다른 같은 연고지 구단의 거함 마요르카로 이적했고, 2군에서 2년을 보냈다. 1983-84 시즌, 그는 또다른 대행 감독 임무를 수행하였는데, 1경기에서 선수단을 지휘했다.
마요르카 소속으로, 세라 페레르는 두 차례 라 리가 승격에 성공했는데, 1986년과 1989년에 각각 1번씩 승격을 이룩했고, 코파 델 레이 1991년 결승전에 올랐지만, 아틀레티코 마드리드에 0-1로 패하였다.

### 베티스
마요르카에서 8년을 보낸 후, 세라 페레르는 세군다 디비시온의 베티스 지휘봉을 잡았고, 1년차에 승격을 이룩했고, 이듬해에는 3위의 성적을 거두었는데, 레알 마드리드와 데포르티보만이 베티스보다 좋은 성적을 냈으며, 38경기 25실점으로 리그 최고의 수비 지표를 과시하며 UEFA컵 진출권을 손에 넣었다.
1997년, 세라 페레르는 베티스를 코파 델 레이 결승전까지 올려놓았지만, 바르셀로나와의 결승전에서 연장전 접전 끝에 2-3으로 석패했고, 안달루시아 연고 구단은 리그 4위의 성적으로 유럽대항전에 진출했다.

### 바르셀로나와 베티스에서의 두 번째 임기
세라 페레르는 코파 델 레이 결승전 이후 바르셀로나에 입단했지만, 주로 구단 행정 부문을 맡았다. 2000-01 시즌, 그는 바르셀로나를 떠난 루이 판 할 감독의 후임으로 임명되었는데, 그는 1-3으로 패한 오사수나와의 원정 31라운드 경기로 카탈루냐 연고 구단의 순위가 5위로 내려앉고 선두 레알 마드리드와 승점 차이가 17점으로 벌어지면서 해임되었다. 그의 후임은 바르셀로나 선수 출신이었던 카를레스 렉사치가 되었다.
2004년, 세라 페레르는 베티스에 복귀하여 소속 구단을 상위 4위 안착시키는 성과를 냈고, 이듬해에 사상 첫 UEFA 챔피언스리그 진출에 성공하는 것은 물론 그 시즌 코파 델 레이를 우승하는 겹경사도 맞이했다. 이듬해 베티스는 리그 14위에 그쳤고, 첼시와의 안방 경기에서 1-0으로 이긴 것에도 불구하고 UEFA 챔피언스리그 조별 리그를 넘지 못했다.

### AEK
세라 페레르는 2006년 여름에 그리스의 AEK 감독이 되었다. 1년차에 그는 아테네 연고 구단을 국내 리그 준우승으로 이끌었고, 조별 리그를 넘지 못했지만, 릴과 밀란을 상대로 첫 UEFA 챔피언스리그 승리를 따내기도 했다.
2007년 5월 말, 세라 페레르는 2007-08 시즌에 계약이 만료될 예정이었으나, 4년 연장 계약을 맺었다. 8월 13일, AEK는 UEFA 챔피언스리그 3차 예선전에서 세비야를 상대하게 되었고, 그는 "이 경기(세비야전)는 저에게 감정적으로 격양된 경기일 것입니다"라고 말했고, "제가 사랑했던 도시로 돌아가게 되었습니다."라고 덧붙였다. AEK는 세비야에게 합계 1-6으로 패하면서 대회 본선 진출이 좌절되었다.
2008년 2월 12일, 세라 페레르는 그리스 컵 조기 탈락과 리그에서 순위가 한 주만에 1위에서 3위까지 떨어지는 부진한 행보의 여파로 AEK 감독직을 박탈당했다.

### 마요르카 복귀
2010년 6월 29일, 세라 페레르의 감독진은 마요르카의 구단주가 되었는데, 그는 대주주였던 마테우 알레마니로부터 €2M 가량에 구단을 인수했다. 7월 9일, 그는 부회장 겸 단장을 맡게 되었고, 구단의 회생에 착수해 €85M의 빚을 청산하기 시작했다.

## 수상
포블렌세
- 테르세라 디비시온: 1980–81, 1981–82

마요르카
- 코파 델 레이 준우승: 1990–91[13]

베티스
- 코파 델 레이:
  - 우승: 2004–05;[6]
  - 준우승: 1996–97[3]